# Équipe de France masculine de handball aux Jeux olympiques d'été de 2008
Cet article relate le parcours de l'Équipe de France masculine de handball lors des Jeux olympiques de 2008 organisés à Pékin en Chine. Il s'agit de la 5e participation de la France aux Jeux olympiques.
Emmenée par le capitaine Olivier Girault qui prend sa retraite à l'issue de la compétition, l'équipe de France est désignée favorite du tournoi olympique. Pour ces Jeux, les joueurs se sont donné comme surnom « Les Experts », en référence à la série télévisée éponynme. Dans une poule assez relevée, l'équipe de France réalise un parcours quasi parfait avec des victoires contre la Croatie championne olympique en titre, contre  l'Espagne championne du monde en 2005, le Brésil et la Chine (pays hôte) et un match nul contre la Pologne vice-championne du monde en titre, alors que la première place du groupe était assurée.
En quart de finale, les Bleus retrouvent au même stade de la compétition l'équipe qui les avait éliminés en 2004, la Russie, mais cette fois-ci, ils s'imposent 27 à 24. Ils retrouvent ainsi la Croatie en demi-finale. Dans ce match difficile, bien différent de celui du premier tour (Ivano Balić, blessé lors du premier match, est de retour), la France réussit à repousser les attaques croates grâce à une bonne défense et un Thierry Omeyer des grands jours, auteur de dix-sept arrêts, mais aussi à une belle première mi-temps de Cédric Burdet, le remplaçant de Jérôme Fernandez au poste d'arrière droit, et à une belle deuxième mi-temps de Daniel Narcisse qui inscrit le 25e et dernier but et de loin le plus beau du match. La France s'impose finalement 25 à 23, et accède ainsi à sa première finale olympique.
Seize ans après, les Bleus retrouvent l'Islande, qu'ils avaient battue pour le bronze à Barcelone. L'équipe de France de handball devient championne olympique pour la première fois en remportant la finale 28 à 23 face aux Islandais.

## Présentation

### Qualification
Seuls le champion du monde 2007 et le champion d'Europe 2008 ayant obtenu leur qualification directe, l'Équipe de France doit passer par un tournoi de qualification olympique, composé des équipes suivantes :
- France, organisatrice, 4e des championnats du monde
- Espagne, 7e des championnats du monde
- Tunisie, 2e du Championnat d'Afrique des nations 2008
- Norvège, 2e meilleure européenne, non encore qualifiée, du Championnat d'Europe 2008

|   | Équipe  | Pts | J | G | N | P | Bp | Bc | Diff |
| - | ------- | --- | - | - | - | - | -- | -- | ---- |
| 1 | France  | 6   | 3 | 3 | 0 | 0 | 90 | 72 | 18   |
| 2 | Espagne | 4   | 3 | 2 | 0 | 1 | 86 | 87 | -1   |
| 3 | Norvège | 1   | 3 | 0 | 1 | 2 | 84 | 91 | -7   |
| 4 | Tunisie | 1   | 3 | 0 | 1 | 2 | 83 | 93 | -10  |

| Date                 | Équipe 1 | Score   | Équipe 2 |
| -------------------- | -------- | ------- | -------- |
| 30 mai 2008, 19h30   | France   | 34 – 25 | Tunisie  |
| 30 mai 2008, 21h30   | Espagne  | 33 – 31 | Norvège  |
| 31 mai 2008, 17h00   | France   | 28 – 24 | Espagne  |
| 31 mai 2008, 19h30   | Tunisie  | 30 – 30 | Norvège  |
| 1er juin 2008, 14h30 | Tunisie  | 28 – 29 | Espagne  |
| 1er juin 2008, 16h30 | Norvège  | 23 – 28 | France   |

À domicile, la France remporte ses trois matchs et obtient l'une des deux places qualificatives pour les Jeux olympiques.

### Matchs de préparation
Après un regroupement sur Paris le lundi 23 juin, les Bleus se sont rendus à la Toussuire en Savoie du 24 juin au 04 juillet pour un stage de préparation physique. Musculation, PMA ou encore diverses activités locales comme la Via Ferrata, la randonnée, le rafting…
Le programme de la préparation est le suivant :
- 23 juin : regroupement sur Paris,
- 24 juin au 4 juillet : stage de préparation physique à La Toussuire,
- 9 juillet au 14 juillet : stage handball à Dunkerque,
- 17 au 21 juillet : Tournoi en Russie à Krasnodar. L'Égypte et le Brésil ayant finalement renoncé à participer à ce tournoi, il s'est conclu par deux victoires (31 à 30 face à la Russie et 29 à 20 face à la Russie B) et une défaite (22 à 27 face à la Russie)[2].
- 21 au 24 juillet : Stage handball à Europa Park (en présence des familles).

Pour terminer sa préparation, la France participe du 24 au 27 juillet à l'Eurotournoi où les hommes de Claude Onesta réussissent un carton plein contre trois nations phares du handball mondial :
- Jeudi 24 juillet 2008, France bat Égypte 29 à 21 (Mi-temps: 14-10)
  - France : Omeyer (7 arrêts) et Karaboué (9 arrêts) aux buts. Fernandez 8 dont 2 pen., G. Gille 2, B. Gille 4, Narcisse 5, Karabatic 1 pen., Abalo 2, Ostertag 3, Paty 4.
  - Égypte : Nakib (6 arrêts dont 1 pen.) et Abdle-Maksoud (5 arrêts) aux buts. Hussein 2, Ahmar 3, Ramadan 1, El-Salam 3, Belal 1, El-Fakharany 2, Yosri 2, Zaki 7.
  - 4 000 spectateurs environ. Arbitrage de MM. Bader et Imloul.
- Samedi 26 juillet 2008, France bat Islande 31 à 28 (Mi-temps: 16-16)
  - France : Omeyer (6 arrêts) et Karaboué (8 arrêts) aux buts. Fernandez 5, Burdet 2, G. Gille 1, B. Gille 2, Girault 1, Karabatic 6 dont 1 pen, Kempé 4, Abati 3, Abalo 3, Guigou 4.
  - Islande : Gustavsson (3 arrêts) et Gudmunsson (13 arrêts dont 1 pen) aux buts. Geirsson 4, S. Sigurdsson 3, Hallgrimsson 1, G. Sigurdsson 1, Gudjonsson 8 dont 5 pen, Stefansson 6, Petersson 3, Gunnarsson 2.
  - 4 500 spectateurs environ. Arbitrage de MM. Bader et Reibel. Carton rouge à Gunnarsson (47e).
- Dimanche 27 juillet 2008, France bat Espagne 33 à 29 (Mi-temps : 15-17.)
  - France : Omeyer (1re-60e, 22 arrêts) et Karaboué au but. Fernandez 4/8, Burdet 2/3, G. Gille 3/5, B. Gille 5/5, Girault (cap.) 3/4 (dont 1/2 pen), Karabatic 4/6, Kempé 1/2, Abati 7/9 dont 3/3 pen, Abalo 2/5 dont 0/1 pen, Guigou 2/2.
  - Espagne : Hombrados (31e-60e, 6 arrêts) et Barrufet (cap., 1re-30e, 8 arrêts) au but. A. Entrerios 0/3, Rocas 2/3 dont 1/2 pen, R. Entrerios 3/4, Garabaya 2/4, Prieto 5/5, Belaustegi 0/2, Davis 0/1, Garcia 6/8 dont 2/3 pen, Romero 6/10 dont 1/1 pen, Malmagro 2/6 dont 0/1 pen, Ruesga 1/2, Tomas 2/3.
  - Environ 5 500 spectateurs. Arbitres : MM Buy et Moreno.

À noter que ces victoires ne sont pas anecdotiques puisque l'Islande et l'Espagne accompagneront la France sur le podium olympique.
Enfin, le 1er août a lieu un regroupement sur Paris et le départ pour Pékin.

### Effectif
Remarques :
- l'âge des joueurs est calculé au 10 août 2008, date du début de la compétition.
- Grégoire Detrez, le pivot de l'USAM Nîmes Gard a participé au tournoi de qualification olympique[5] mais n'a pas fait la préparation.
- Jérôme Fernandez se fracture le troisième métacarpe de la main droite lors du match de poule face à la Croatie[6]. Il est remplacé par Cédric Paty pour la suite de la compétition.

## Résultats
Remarque : toutes les heures sont locales (UTC−3). En Europe (UTC+2), il faut donc ajouter 5 heures.

### Phase de groupe

#### Classement final
|   | Équipe  | Pts | J | G | N | P | Bp  | Bc  | Diff |
| - | ------- | --- | - | - | - | - | --- | --- | ---- |
| 1 | France  | 9   | 5 | 4 | 1 | 0 | 148 | 115 | 33   |
| 2 | Pologne | 7   | 5 | 3 | 1 | 1 | 147 | 138 | 9    |
| 3 | Croatie | 6   | 5 | 3 | 0 | 2 | 140 | 115 | 25   |
| 4 | Espagne | 6   | 5 | 3 | 0 | 2 | 152 | 145 | 7    |
| 5 | Brésil  | 2   | 5 | 1 | 0 | 4 | 129 | 153 | -24  |
| 6 | Chine   | 0   | 5 | 0 | 0 | 5 | 104 | 164 | -60  |

#### Victoire face au Brésil
| 10 août 2008 14h00 | France            | 34 – 26 | Brésil         | Palais national omnisports de Pékin Arbitrage : Din, Dinu |
| 10 août 2008 14h00 | Olivier Girault 7 | (19–11) | Carlos Ertel 5 | Palais national omnisports de Pékin Arbitrage : Din, Dinu |
| 10 août 2008 14h00 | ×3 ×2             | Todor66 | ×3 ×4          | Palais national omnisports de Pékin Arbitrage : Din, Dinu |

#### Victoire face à la Chine
| 12 août 2008 14h00 | Chine | 19 – 33 | France          | Palais national omnisports de Pékin Arbitrage : Canbro, Claesson |
| 12 août 2008 14h00 | Hao 5 | (7–19)  | trois joueurs 5 | Palais national omnisports de Pékin Arbitrage : Canbro, Claesson |
| 12 août 2008 14h00 | ×3 ×4 | Todor66 | ×3 ×2           | Palais national omnisports de Pékin Arbitrage : Canbro, Claesson |

#### Victoire face à la Croatie
| 14 août 2008 20h45 | France           | 23 – 19 | Croatie        | Palais national omnisports de Pékin Arbitrage : Chernega, Paladenko |
| 14 août 2008 20h45 | Bertrand Gille 7 | (11–9)  | Mirza Džomba 5 | Palais national omnisports de Pékin Arbitrage : Chernega, Paladenko |
| 14 août 2008 20h45 | ×3 ×2            | Todor66 | ×3 ×4 ×1       | Palais national omnisports de Pékin Arbitrage : Chernega, Paladenko |

| France                     |                  |       |                           |
| 2                          | Jérôme Fernandez | 2/4   | Carton jaune · Suspension |
| 3                          | Didier Dinart    | 1/1   |                           |
| 4                          | Cédric Burdet    | -     |                           |
| 5                          | Guillaume Gille  | 2/2   |                           |
| 6                          | Bertrand Gille   | 7/9   | Carton jaune              |
| 8                          | Daniel Narcisse  | 4/8   |                           |
| 11                         | Olivier Girault  | 2/4   |                           |
| 13                         | Nikola Karabatic | 1/6   | Carton jaune              |
| 14                         | Christophe Kempé | -     |                           |
| 18                         | Joël Abati       | 1/3   | Suspension                |
| 19                         | Luc Abalo        | -     |                           |
| 21                         | Michaël Guigou   | 3/5   |                           |
| Gardiens de buts           |                  |       |                           |
| 12                         | Daouda Karaboué  | 0/1   |                           |
| 16                         | Thierry Omeyer   | 11/29 |                           |
| Entraîneur : Claude Onesta |                  |       |                           |

| France | Statistiques   | Croatie |
| ------ | -------------- | ------- |
| 23/42  | Buts marqués   | 19/39   |
| 55 %   | % réussite     | 49 %    |
| 3/3    | Jets de 7 m    | 4/4     |
| 3      | Cartons jaunes | 3       |
| 2 min  | Suspensions    | 4 min   |
| 0      | Cartons rouges | 1       |
| 11/30  | Arrêts         | 8/31    |
| 37 %   | % d'arrêts     | 26 %    |

| Croatie                  |                   |      |                                                     |
| 3                        | Renato Sulić      | -    |                                                     |
| 4                        | Ivano Balić       | -    |                                                     |
| 5                        | Domagoj Duvnjak   | 1/3  |                                                     |
| 6                        | Blaženko Lacković | 3/11 |                                                     |
| 9                        | Igor Vori         | 4/5  |                                                     |
| 10                       | Davor Dominiković | -    | Carton jaune                                        |
| 11                       | Mirza Džomba      | 5/5  | Carton jaune                                        |
| 13                       | Zlatko Horvat     | -    |                                                     |
| 14                       | Drago Vuković     | 2/6  |                                                     |
| 19                       | Petar Metličić    | 0/2  | Suspension · Suspension · Suspension · Carton rouge |
| 23                       | Ljubo Vukić       | 2/4  |                                                     |
| 24                       | Tonči Valčić      | 2/3  | Suspension                                          |
| Gardiens de buts         |                   |      |                                                     |
| 1                        | Venio Losert      | 8/30 |                                                     |
| 25                       | Mirko Alilović    | 0/1  |                                                     |
| Entraîneur : Lino Červar |                   |      |                                                     |

#### Victoire face à l'Espagne
| 16 août 2008 14h00 | France           | 28 – 21 | Espagne         | Palais national omnisports de Pékin Arbitrage : Lemme, Ullrich |
| 16 août 2008 14h00 | Bertrand Gille 6 | (16–10) | Juanín García 7 | Palais national omnisports de Pékin Arbitrage : Lemme, Ullrich |
| 16 août 2008 14h00 | ×3               | Todor66 | ×3              | Palais national omnisports de Pékin Arbitrage : Lemme, Ullrich |

#### Match nul face à la Pologne
| 18 août 2008 20h45 | Pologne          | 30 – 30 | France             | Palais national omnisports de Pékin Arbitrage : Liudowyk, Vakula |
| 18 août 2008 20h45 | Michal Jurecki 7 | (16–13) | Nikola Karabatic 8 | Palais national omnisports de Pékin Arbitrage : Liudowyk, Vakula |
| 18 août 2008 20h45 | ×2               | Todor66 | ×3                 | Palais national omnisports de Pékin Arbitrage : Liudowyk, Vakula |

### Phase finale
|  | Quarts de finale | Quarts de finale |              |              | Demi-finales           | Demi-finales           |    |  | Finale       | Finale       |
|  | Quarts de finale | Quarts de finale |              |              | Demi-finales           | Demi-finales           |    |  | Finale       | Finale       |
|  |                  |                  |              |              |                        |                        |    |  |              |              |
|  | 20 août 2008     | 20 août 2008     |              |              | 22 août 2008           | 22 août 2008           |    |  | 24 août 2008 | 24 août 2008 |
|  | 20 août 2008     | 20 août 2008     |              |              | 22 août 2008           | 22 août 2008           |    |  | 24 août 2008 | 24 août 2008 |
|  | Pologne          | 30               |              |              | 22 août 2008           | 22 août 2008           |    |  | 24 août 2008 | 24 août 2008 |
|  | Pologne          | 30               |              |              | 22 août 2008           | 22 août 2008           |    |  | 24 août 2008 | 24 août 2008 |
|  | Islande          | 32               |              |              | 22 août 2008           | 22 août 2008           |    |  | 24 août 2008 | 24 août 2008 |
|  | Islande          | 32               | Islande      | 36           |                        |                        |    |  | 24 août 2008 | 24 août 2008 |
|  | 20 août 2008     |                  | Islande      | 36           |                        |                        |    |  | 24 août 2008 | 24 août 2008 |
|  |                  | Espagne          | 30           |              |                        |                        |    |  | 24 août 2008 | 24 août 2008 |
|  | Corée du Sud     | Espagne          | 30           | 24           |                        |                        |    |  | 24 août 2008 | 24 août 2008 |
|  | Corée du Sud     |                  |              | 24           |                        |                        |    |  | 24 août 2008 | 24 août 2008 |
|  | Espagne          | 29               |              |              |                        |                        |    |  | 24 août 2008 | 24 août 2008 |
|  | Espagne          | 29               | Islande      | 23           |                        |                        |    |  |              |              |
|  | 20 août 2008     |                  | Islande      | 23           |                        |                        |    |  |              |              |
|  |                  | France           | 28           |              |                        |                        |    |  |              |              |
|  | Danemark         | France           | 28           | 24           |                        |                        |    |  |              |              |
|  | Danemark         | 22 août 2008     |              | 24           |                        |                        |    |  |              |              |
|  | Croatie          | 26               |              |              |                        |                        |    |  |              |              |
|  | Croatie          | 26               | Croatie      | 23           |                        |                        |    |  |              |              |
|  | 20 août 2008     | 20 août 2008     | Croatie      | 23           | Match pour la 3e place | Match pour la 3e place |    |  |              |              |
|  | 20 août 2008     | 20 août 2008     |              | France       | Match pour la 3e place | Match pour la 3e place | 25 |  |              |              |
|  | France           | 27               | 24 août 2008 | 24 août 2008 |                        |                        | 25 |  |              |              |
|  | France           | 27               | 24 août 2008 | 24 août 2008 |                        |                        |    |  |              |              |
|  | Russie           | 24               |              | Espagne      | 35                     |                        |    |  |              |              |
|  | Russie           | 24               |              | Espagne      | 35                     |                        |    |  |              |              |
|  |                  |                  |              |              |                        |                        |    |  | Croatie      | 29           |
|  |                  |                  |              |              |                        |                        |    |  | Croatie      | 29           |

#### Quart de finale: victoire face à la Russie
| 20 août 2008 12h00 | France            | 27 – 24 | Russie              | Palais national omnisports de Pékin Arbitrage : Lemme, Ullrich |
| 20 août 2008 12h00 | Daniel Narcisse 9 | (13–10) | Édouard Kokcharov 5 | Palais national omnisports de Pékin Arbitrage : Lemme, Ullrich |
| 20 août 2008 12h00 | ×4 ×2             | Todor66 | ×3 ×2               | Palais national omnisports de Pékin Arbitrage : Lemme, Ullrich |

| France                     |                  |       |                           |
| 3                          | Didier Dinart    | -     |                           |
| 4                          | Cédric Burdet    | 0/2   | Carton jaune              |
| 5                          | Guillaume Gille  | 1/1   | Suspension                |
| 6                          | Bertrand Gille   | 4/7   | Carton jaune              |
| 8                          | Daniel Narcisse  | 9/13  |                           |
| 11                         | Olivier Girault  | 4/5   |                           |
| 13                         | Nikola Karabatic | 2/7   | Carton jaune · Suspension |
| 14                         | Christophe Kempé | -     |                           |
| 18                         | Joël Abati       | -     |                           |
| 19                         | Luc Abalo        | 7/9   |                           |
| 21                         | Michaël Guigou   | 0/2   |                           |
| 26                         | Cédric Paty      | -     |                           |
| Gardiens de buts           |                  |       |                           |
| 12                         | Daouda Karaboué  | 0/2   |                           |
| 16                         | Thierry Omeyer   | 11/33 |                           |
| Entraîneur : Claude Onesta |                  |       |                           |

| France | Statistiques   | Russie |
| ------ | -------------- | ------ |
| 27/46  | Buts marqués   | 24/45  |
| 59 %   | % réussite     | 53 %   |
| 1/2    | Jets de 7 m    | 6/8    |
| 4      | Cartons jaunes | 3      |
| 2 min  | Suspensions    | 2 min  |
| 0      | Cartons rouges | 0      |
| 11/35  | Arrêts         | 12/39  |
| 31 %   | % d'arrêts     | 31 %   |

| Russie                         |                         |      |                         |
| 2                              | Vassili Filippov        | 1/2  |                         |
| 6                              | Denis Krivochlikov      | 1/1  | Carton jaune            |
| 8                              | Egor Evdokimov          | 2/2  |                         |
| 10                             | Alexandre Tchernoïvanov | 4/7  |                         |
| 15                             | Alexeï Rastvortsev      | 3/6  | Carton jaune            |
| 17                             | Alexeï Kamanine         | 1/3  |                         |
| 19                             | Samuel Aslanian         | -    |                         |
| 23                             | Édouard Kokcharov       | 5/8  | Suspension · Suspension |
| 25                             | Dimitri Kovalev         | 3/3  |                         |
| 31                             | Timour Dibirov          | 1/2  |                         |
| 35                             | Konstantine Igropoulo   | 3/9  | Carton jaune            |
| Gardiens de buts               |                         |      |                         |
| 1                              | Oleg Grams              | 5/15 |                         |
| 16                             | Alexeï Kostygov         | 7/24 |                         |
| Entraîneur : Vladimir Maksimov |                         |      |                         |

#### Demi-finale: victoire face à la Croatie
| 22 août 2008 18h00 | France             | 25 – 23          | Croatie         | Palais national omnisports de Pékin Arbitrage : Chernega, Poladenko |
| 22 août 2008 18h00 | Burdet, Narcisse 6 | (12–11)          | Horvat, Šprem 5 | Palais national omnisports de Pékin Arbitrage : Chernega, Poladenko |
| 22 août 2008 18h00 | ×4                 | Todor66 Handzone | ×3              | Palais national omnisports de Pékin Arbitrage : Chernega, Poladenko |

| France                     |                  |       |                                        |
| 3                          | Didier Dinart    | -     |                                        |
| 4                          | Cédric Burdet    | 6/7   |                                        |
| 5                          | Guillaume Gille  | -     | Suspension                             |
| 6                          | Bertrand Gille   | 1/2   | Carton jaune · Suspension · Suspension |
| 8                          | Daniel Narcisse  | 6/9   |                                        |
| 11                         | Olivier Girault  | 3/3   | Carton jaune                           |
| 13                         | Nikola Karabatic | 3/7   | Carton jaune · Suspension              |
| 14                         | Christophe Kempé | -     |                                        |
| 18                         | Joël Abati       | -     |                                        |
| 19                         | Luc Abalo        | 4/10  |                                        |
| 21                         | Michaël Guigou   | 2/2   |                                        |
| 26                         | Cédric Paty      | -     |                                        |
| Gardiens de buts           |                  |       |                                        |
| 12                         | Daouda Karaboué  | 1/2   |                                        |
| 16                         | Thierry Omeyer   | 17/39 |                                        |
| Entraîneur : Claude Onesta |                  |       |                                        |

| France | Statistiques   | Croatie |
| ------ | -------------- | ------- |
| 25/40  | Buts marqués   | 23/49   |
| 63 %   | % réussite     | 47 %    |
| 4/4    | Jets de 7 m    | 3/6     |
| 4      | Cartons jaunes | 3       |
| 4 min  | Suspensions    | 3 min   |
| 0      | Cartons rouges | 0       |
| 18/41  | Arrêts         | 5/30    |
| 44 %   | % d'arrêts     | 17 %    |

| Croatie                  |                   |      |                                        |
| 3                        | Renato Sulić      | 1/1  |                                        |
| 4                        | Ivano Balić       | 3/7  |                                        |
| 5                        | Domagoj Duvnjak   | 0/1  |                                        |
| 6                        | Blaženko Lacković | 0/6  | Suspension                             |
| 9                        | Igor Vori         | 1/2  |                                        |
| 10                       | Davor Dominiković | -    | Carton jaune                           |
| 11                       | Mirza Džomba      | 1/3  |                                        |
| 13                       | Zlatko Horvat     | 5/7  |                                        |
| 14                       | Drago Vuković     | 3/5  |                                        |
| 17                       | Petar Metličić    | 5/7  |                                        |
| 19                       | Petar Metličić    | 2/7  | Carton jaune                           |
| 24                       | Tonči Valčić      | 2/3  | Carton jaune · Suspension · Suspension |
| Gardiens de buts         |                   |      |                                        |
| 1                        | Venio Losert      | 0/3  |                                        |
| 25                       | Mirko Alilović    | 5/27 |                                        |
| Entraîneur : Lino Červar |                   |      |                                        |

| France             | France | Temps | Islande | Islande        |
| Joueur             | Buts   | Temps | Buts    | Joueur         |
| ------------------ | ------ | ----- | ------- | -------------- |
|                    | 0      | 1re   | 1       | Zlatko Horvat  |
| Olivier Girault    | 1      | 2e    | 1       |                |
|                    | 1      | 3e    | 2       | Tonci Valcic   |
| Luc Abalo          | 2      | 4e    | 2       |                |
|                    | 2      | 7e    | 3       | Ivano Balic    |
| Olivier Girault    | 3      | 8e    | 3       |                |
|                    | 3      | 9e    | 4       | Petar Metlicic |
| Cedric Burdet      | 4      | 10e   | 4       |                |
|                    | 4      | 11e   | 5       | Ivano Balic    |
| Nikola Karabatic   | 5      | 11e   | 5       |                |
|                    | 5      | 13e   | 6       | Zlatko Horvat  |
| Cedric Burdet      | 6      | 14e   | 6       |                |
|                    | 6      | 14e   | 7       | Mirza Dzomba   |
|                    | 6      | 15e   | 8       | Goran Sprem    |
|                    | 6      | 16e   | 9       | Igor Vori      |
| Cedric Burdet      | 7      | 17e   | 9       |                |
| Olivier Girault    | 8      | 18e   | 9       |                |
|                    | 8      | 20e   | 10      | Zlatko Horvat  |
| Luc Abalo          | 9      | 22e   | 10      |                |
| Cedric Burdet      | 10     | 23e   | 10      |                |
| Cedric Burdet      | 11     | 24e   | 10      |                |
|                    | 11     | 26e   | 11      | Ivano Balic    |
| Nikola Karabatic   | 12     | 27e   | 11      |                |
| Mi-temps : 12 – 11 |        |       |         |                |

| France                | France | Temps | Islande | Islande        |
| Joueur                | Buts   | Temps | Buts    | Joueur         |
| --------------------- | ------ | ----- | ------- | -------------- |
| Daniel Narcisse       | 13     | 31e   | 11      |                |
|                       | 13     | 32e   | 12      | Petar Metlicic |
|                       | 13     | 32e   | 13      | Tonci Valcic   |
| Bertrand Gille        | 14     | 34e   | 13      |                |
| Daniel Narcisse       | 15     | 35e   | 13      |                |
|                       | 15     | 36e   | 14      | Goran Sprem    |
|                       | 15     | 37e   | 15      | Goran Sprem    |
|                       | 15     | 39e   | 16      | Goran Sprem    |
| Daniel Narcisse       | 16     | 39e   | 16      |                |
|                       | 16     | 41e   | 17      | Zlatko Horvat  |
| Michael Guigou        | 17     | 42e   | 17      |                |
| Daniel Narcisse       | 18     | 43e   | 17      |                |
|                       | 18     | 44e   | 18      | Zlatko Horvat  |
|                       | 18     | 46e   | 19      | Drago Vukovic  |
| Cedric Burdet         | 19     | 46e   | 19      |                |
|                       | 19     | 47e   | 20      | Drago Vukovic  |
| Luc Abalo             | 20     | 48e   | 20      |                |
| Luc Abalo             | 21     | 50e   | 20      |                |
|                       | 21     | 51e   | 21      | Renato Sulic   |
| Nikola Karabatic      | 22     | 51e   | 21      |                |
|                       | 22     | 52e   | 22      | Drago Vukovic  |
| Michael Guigou        | 23     | 53e   | 22      |                |
| Daniel Narcisse       | 24     | 54e   | 22      |                |
| Daniel Narcisse       | 25     | 59e   | 22      |                |
|                       | 25     | 60e   | 23      | Goran Sprem    |
| Score final : 25 – 23 |        |       |         |                |

#### Finale: victoire face à l'Islande
| 24 août 2008 15h45 | France             | 28 – 23          | Islande             | Palais national omnisports de Pékin Arbitrage : Lemme, Ullrich |
| 24 août 2008 15h45 | Nikola Karabatic 8 | (15–10)          | Ólafur Stefánsson 5 | Palais national omnisports de Pékin Arbitrage : Lemme, Ullrich |
| 24 août 2008 15h45 | ×3                 | Todor66 Handzone | ×3 ×4               | Palais national omnisports de Pékin Arbitrage : Lemme, Ullrich |

| France                     |                  |       |              |
|                            |                  |       |              |
| 3                          | Didier Dinart    | /     | Suspension   |
| 4                          | Cédric Burdet    | 4/7   |              |
| 5                          | Guillaume Gille  | 0/2   | Suspension   |
| 6                          | Bertrand Gille   | 5/7   | Carton jaune |
| 8                          | Daniel Narcisse  | 2/11  |              |
| 11                         | Olivier Girault  | 1/2   |              |
| 13                         | Nikola Karabatic | 8/9   | Carton jaune |
| 14                         | Christophe Kempé | /     | Suspension   |
| 18                         | Joël Abati       | 1/1   |              |
| 19                         | Luc Abalo        | 4/5   | Carton jaune |
| 21                         | Michaël Guigou   | 3/4   |              |
| 26                         | Cédric Paty      | 0/1   |              |
| Gardiens de buts           |                  |       |              |
| 12                         | Daouda Karaboué  | 2/5   |              |
| 16                         | Thierry Omeyer   | 19/39 | Suspension   |
| Entraîneur : Claude Onesta |                  |       |              |

| France | Statistiques   | Islande |
| ------ | -------------- | ------- |
| 28/49  | Buts marqués   | 23/54   |
| 57%    | % réussite     | 43 %    |
| 2/2    | Jets de 7 m    | 3/5     |
| 3      | Cartons jaunes | 3       |
| 8 min  | Suspensions    | 6 min   |
| 0      | Cartons rouges | 0       |
| 21/44  | Arrêts         | 12/40   |
| 48 %   | % d'arrêts     | 30 %    |

| Islande                            |                          |       |              |
|                                    |                          |       |              |
| 3                                  | Logi Geirsson            | 3/9   | Suspension   |
| 5                                  | Sigfús Sigurðsson        | 1/2   |              |
| 6                                  | Ásgeir Örn Hallgrímsson  | 0/1   | Carton jaune |
| 7                                  | Arnór Atlason            | 4/8   | Suspension   |
| 9                                  | Guðjón Valur Sigurðsson  | 3/10  |              |
| 10                                 | Snorri Steinn Guðjónsson | 4/6   |              |
| 11                                 | Ólafur Stefánsson        | 5/11  |              |
| 14                                 | Sturla Ásgeirsson        | /     |              |
| 15                                 | Alexander Petersson      | 2/5   | Carton jaune |
| 17                                 | Sverre Andreas Jakobsson | /     | Suspension   |
| 18                                 | Róbert Gunnarsson        | 1/2   |              |
| 19                                 | Ingimundur Ingimundarson | /     | Carton jaune |
| Gardiens de buts                   |                          |       |              |
| 1                                  | Björgvin Páll Gústavsson | 12/33 |              |
| 16                                 | Hreiðar Guðmundsson      | 0/7   |              |
| Entraîneur : Guðmundur Guðmundsson |                          |       |              |

| France             | France | Temps | Islande | Islande                  |
| Joueur             | Buts   | Temps | Buts    | Joueur                   |
| ------------------ | ------ | ----- | ------- | ------------------------ |
| Cedric Burdet      | 1      | 1re   | 0       |                          |
|                    | 1      | 2e    | 1       | Ólafur Stefánsson        |
| Daniel Narcisse    | 2      | 5e    | 1       |                          |
|                    | 2      | 5e    | 2       | Snorri Steinn Guðjónsson |
|                    | 2      | 9e    | 3       | Robert Gunnarsson        |
| Nikola Karabatic   | 3      | 11e   | 3       |                          |
| Nikola Karabatic   | 4      | 12e   | 3       |                          |
|                    | 4      | 12e   | 4       | Arnór Atlason            |
| Bertrand Gille     | 5      | 13e   | 4       |                          |
| Cedric Burdet      | 6      | 15e   | 4       |                          |
| Cedric Burdet      | 7      | 15e   | 4       |                          |
| Olivier Girault    | 8      | 16e   | 4       |                          |
| Luc Abalo          | 9      | 17e   | 4       |                          |
|                    | 9      | 18e   | 5       | Alexander Petersson      |
| Nikola Karabatic   | 10     | 19e   | 5       |                          |
|                    | 10     | 19e   | 6       | Ólafur Stefánsson        |
| Bertrand Gille     | 11     | 20e   | 6       |                          |
| Nikola Karabatic   | 12     | 21e   | 6       |                          |
| Michael Guigou     | 13     | 24e   | 6       |                          |
|                    | 13     | 25e   | 7       | Ólafur Stefánsson        |
| Luc Abalo          | 14     | 25e   | 7       |                          |
|                    | 14     | 27e   | 8       | Guðjón Valur Sigurðsson  |
|                    | 14     | 28e   | 9       | Arnór Atlason            |
| Cedric Burdet      | 15     | 28e   | 9       |                          |
|                    | 15     | 30e   | 10      | Arnór Atlason            |
| Mi-temps : 15 – 10 |        |       |         |                          |

| France                | France | Temps | Islande | Islande                  |
| Joueur                | Buts   | Temps | Buts    | Joueur                   |
| --------------------- | ------ | ----- | ------- | ------------------------ |
|                       | 15     | 31e   | 11      | Snorri Steinn Guðjónsson |
| Michael Guigou        | 16     | 31e   | 11      |                          |
| Michael Guigou        | 17     | 34e   | 11      |                          |
|                       | 17     | 34e   | 12      | Guðjón Valur Sigurðsson  |
| Nikola Karabatic      | 18     | 34e   | 12      |                          |
| Luc Abalo             | 19     | 36e   | 12      |                          |
| Bertrand Gille        | 20     | 38e   | 12      |                          |
| Luc Abalo             | 21     | 40e   | 12      |                          |
|                       | 21     | 42e   | 13      | Logi Geirsson            |
| Bertrand Gille        | 22     | 42e   | 13      |                          |
|                       | 22     | 43e   | 14      | Logi Geirsson            |
| Nikola Karabatic      | 23     | 43e   | 14      |                          |
|                       | 23     | 44e   | 15      | Ólafur Stefánsson        |
| Nikola Karabatic      | 24     | 46e   | 15      |                          |
|                       | 24     | 49e   | 16      | Arnór Atlason            |
|                       | 24     | 50e   | 17      | Alexander Petersson      |
| Daniel Narcisse       | 25     | 52e   | 17      |                          |
|                       | 25     | 53e   | 18      | Sigfus Sigurdsson        |
|                       | 25     | 54e   | 19      | Snorri Steinn Guðjónsson |
| Bertrand Gille        | 26     | 54e   | 19      |                          |
|                       | 26     | 55e   | 20      | Logi Geirsson            |
|                       | 26     | 57e   | 21      | Ólafur Stefánsson        |
| Nikola Karabatic      | 27     | 58e   | 21      |                          |
|                       | 27     | 58e   | 22      | Snorri Steinn Guðjónsson |
| Joel Abati            | 28     | 58e   | 22      |                          |
|                       | 28     | 59e   | 23      | Guðjón Valur Sigurðsson  |
| Score final : 28 – 23 |        |       |         |                          |

## Galerie photo

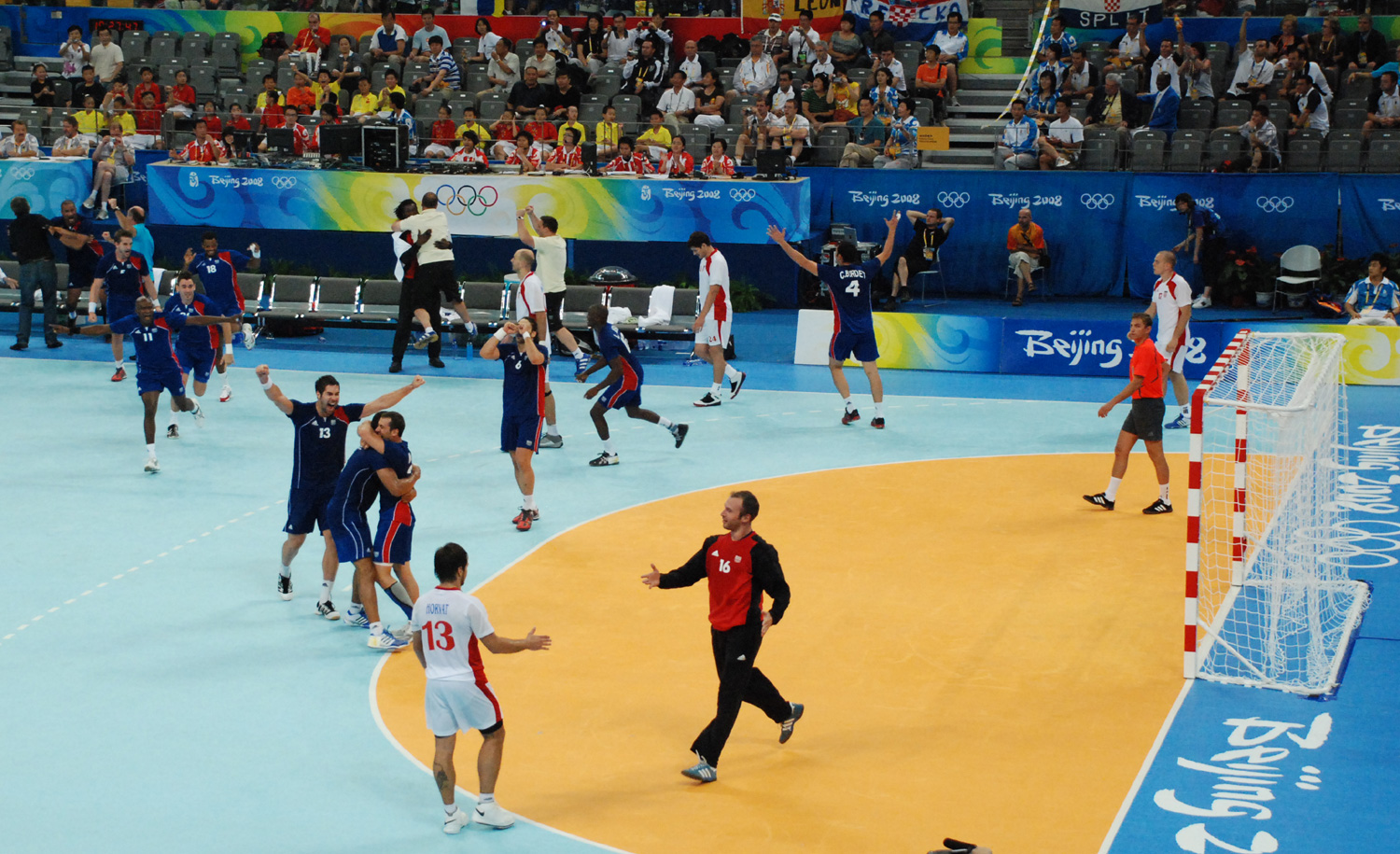
La France célèbre sa victoire face à la Croatie en demi-finale, le 22 août 2008.
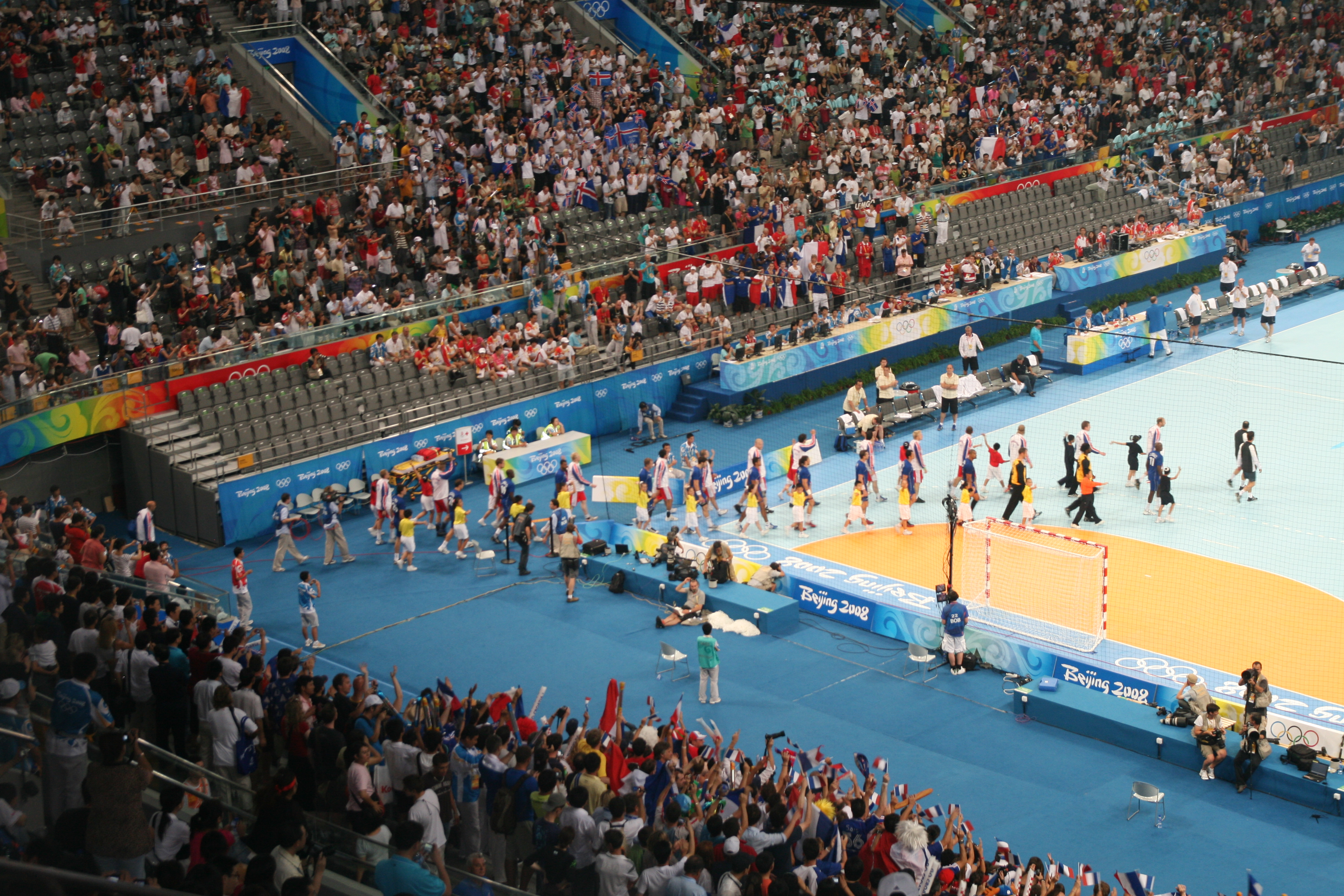
Entrée des joueurs lors de la finale.
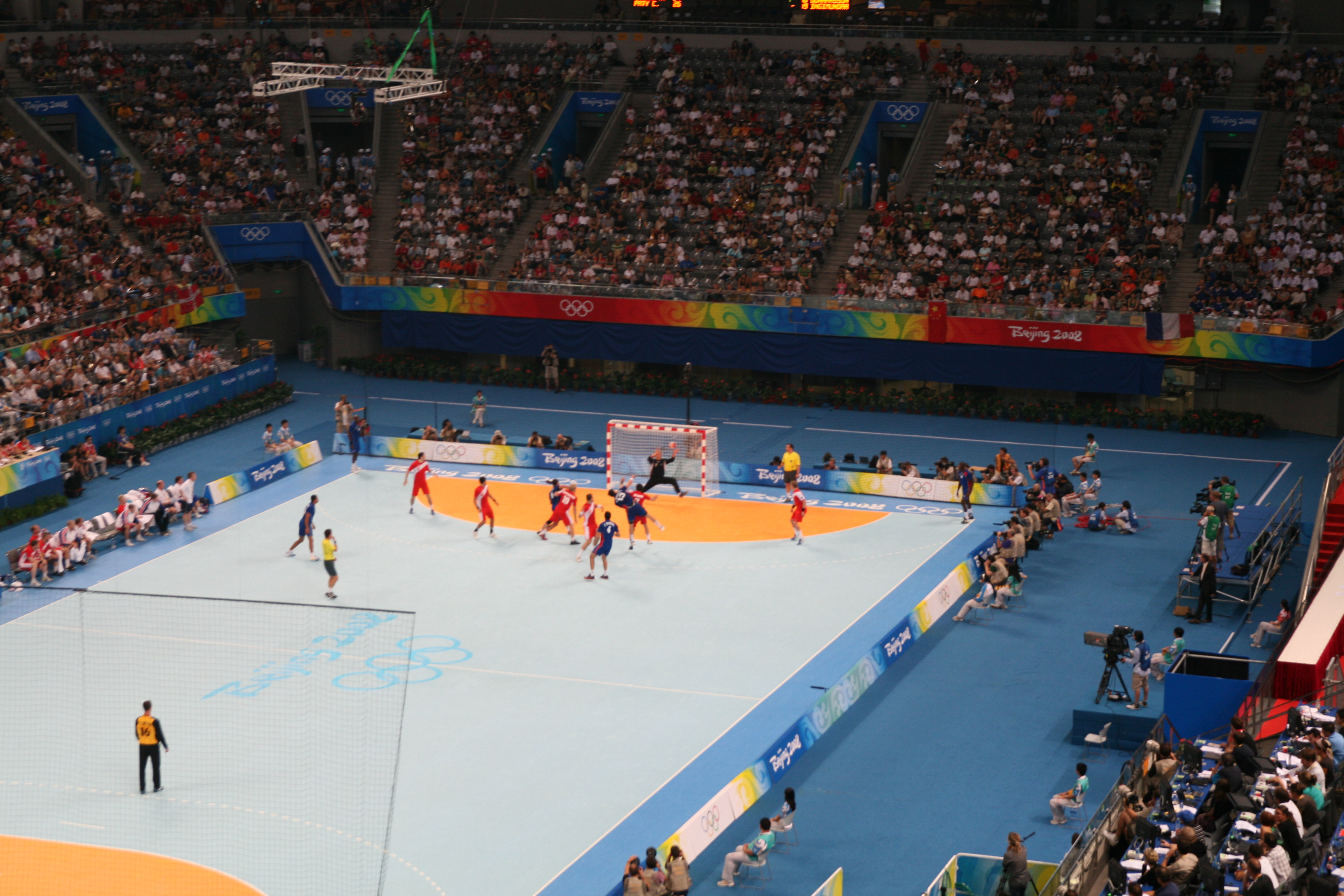
Tir de Nikola Karabatic en finale.
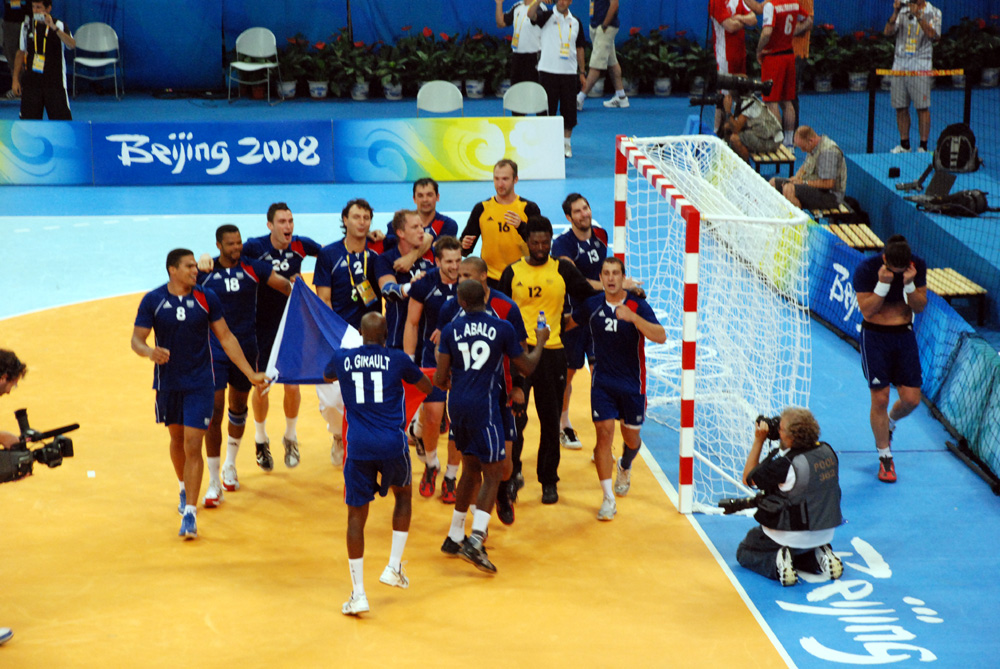
Les Français célèbrent leur titre olympique, le 24 août 2008.
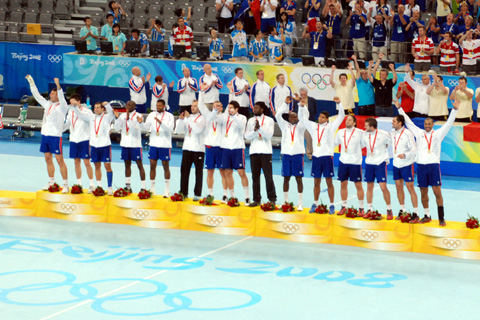
Sur la plus haute marche du podium olympique, au Palais national omnisports de Pékin, le 24 août 2008.

## Statistiques et récompenses

### Récompenses
Trois joueurs de l'équipe de France sont désignés dans l'équipe-type de la compétition, :
- Meilleur gardien de but : Thierry Omeyer
- Meilleur arrière gauche : Daniel Narcisse
- Meilleur pivot : Bertrand Gille

### Buteurs
Trois joueurs de l'équipe de France terminent parmi les 10 meilleurs buteurs de la compétition :
- Nikola Karabatic, 6e meilleur buteur avec 37 réalisations
- Bertrand Gille et Daniel Narcisse, 10e meilleur buteur avec 35 réalisations

Les statistiques détaillées de l'équipe de France sont :
| Rang  | Joueur           | Tot. | Tirs | %      | Ch. | 7m    | MJ | Moy. | Carton jaune | Suspension | Carton rouge | Temps de jeu    |
| ----- | ---------------- | ---- | ---- | ------ | --- | ----- | -- | ---- | ------------ | ---------- | ------------ | --------------- |
| 1     | Nikola Karabatic | 37   | 69   | 53,6 % | 35  | 2/3   | 8  | 4,6  | 5            | 2          | 0            | 6 h 31 min 11 s |
| 2     | Bertrand Gille   | 35   | 48   | 72,9 % | 35  | -     | 8  | 4,4  | 6            | 3          | 0            | 5 h 52 min 58 s |
| 3     | Daniel Narcisse  | 35   | 69   | 50,7 % | 35  | -     | 8  | 4,4  | 1            | 2          | 0            | 5 h 17 min 19 s |
| 4     | Luc Abalo        | 29   | 47   | 61,7 % | 29  | -     | 8  | 3,6  | 2            | 2          | 0            | 5 h 30 min 16 s |
| 5     | Olivier Girault  | 22   | 33   | 66,7 % | 16  | 6/7   | 8  | 2,8  | 2            | 1          | 0            | 4 h 32 min 28 s |
| 6     | Michaël Guigou   | 19   | 29   | 65,5 % | 13  | 6/6   | 8  | 2,4  | -            | -          | 0            | 3 h 30 min 8 s  |
| 7     | Cédric Burdet    | 15   | 26   | 57,7 % | 15  | -     | 8  | 1,9  | 3            | 1          | 0            | 3 h 29 min 55 s |
| 8     | Guillaume Gille  | 11   | 21   | 52,4 % | 11  | -     | 8  | 1,4  | 2            | 5          | 0            | 4 h 11 min 10 s |
| 9     | Jérôme Fernandez | 8    | 13   | 61,5 % | 6   | 2/2   | 3  | 2,7  | 1            | 1          | 0            | 1 h 33 min 7 s  |
| 10    | Joël Abati       | 8    | 14   | 57,1 % | 7   | 1/2   | 8  | 1    | -            | 1          | 0            | 2 h 54 min 54 s |
| 11    | Christophe Kempé | 5    | 5    | 100 %  | 5   | -     | 8  | 0,6  | -            | 1          | 0            | 0 h 42 min 54 s |
| 12    | Didier Dinart    | 4    | 5    | 80 %   | 4   | -     | 8  | 0,5  | 2            | 2          | 0            | 3 h 50 min 46 s |
| 13    | Daouda Karaboué  | 0    | 0    | -      | 0   | -     | 8  | 0    | -            | -          | 0            | 2 h 4 min 59 s  |
| 14    | Thierry Omeyer   | 0    | 1    | 0 %    | 0   | -     | 8  | 0    | -            | 1          | 0            | 5 h 57 min 1 s  |
| 15    | Cédric Paty      | 0    | 1    | 0 %    | 0   | -     | 5  | 0    | -            | -          | 0            | 0 h 0 min 54 s  |
| Total | Total            | 228  | 381  | 59,8 % | 211 | 17/20 | 8  | 28,5 | 24           | 22         | 0            | 8 h 0 min 0 s   |

### Gardiens de but
| Rang  | Nom             | %      | Arrêts | Tirs | MJ | Moy. | Temps de jeu   |
| ----- | --------------- | ------ | ------ | ---- | -- | ---- | -------------- |
| 1     | Thierry Omeyer  | 41,2 % | 84     | 204  | 8  | 10,5 | 5 h 57 min 1 s |
| 2     | Daouda Karaboué | 27,8 % | 25     | 90   | 8  | 3,1  | 2 h 4 min 59 s |
| Total | Total           | 36,2 % | 122    | 337  | 9  | 13,6 | 8 h 2 min 0 s  |